# Kommunalwahlen in Hongkong 2019
Die Kommunalwahlen in Hongkong 2019 fanden am 24. November 2019 statt. Dabei wurden sämtliche Distriktvertretungen der 18 Distrikte von Hongkong gewählt. Dies entspricht 452 Sitzen. Die 27 Ex-officio-Sitze der Chairmen of the Rural Committees sind von der Wahl nicht betroffen.

## Hintergrund
- Pro Demokratie: 126
- Neutral: 27
- Pro Peking: 299

Aufgrund der seit Monaten anhaltenden Proteste in Hongkong war die Abhaltung der Wahl einige Zeit unsicher. Ursprünglich wollte sich auch der Aktivist Joshua Wong bei den Wahlen um einen Sitz bewerben, doch dies wurde ihm von der Hongkonger Regierung verwehrt.

## Ergebnisse
- Pro Demokratie: 388
- Neutral: 2
- Pro Peking: 62

Das Pro-Demokratie-Lager, welches der Sache der Protestierenden nahe steht, konnte bei einer Rekord-Wahlbeteiligung von über 71 % 17 der 18 Distrikte von Hongkong deutlich für sich entscheiden. Sie konnten ihr Ergebnis dabei von vorher 124 auf 388 Sitze (das entspricht über 85 %) mehr als verdreifachen, während Peking-nahe Parteien nur noch 62 Sitze (ca. 14 %) errangen; ein Verlust von über 242 Sitzen. Beobachter sprechen daher von einem „Erdrutschsieg“ für die Demokratiebewegung. Obwohl die zur Wahl stehenden Bezirksräte nur wenig politischen Einfluss haben, gilt ihre Wahl als die einzig wirklich demokratische in Hongkong und das Ergebnis somit als symbolisch wichtige Bestätigung für die Protestbewegung; gerade auch, weil die Administration unter Carrie Lam zuvor immer wieder behauptet hatte, die Demonstranten würden nicht für eine Mehrheit der Bevölkerung sprechen.

## Parteien
Pro-Peking-Lager:
- Democratic Alliance for the Betterment and Progress of Hong Kong
- Hong Kong Federation of Trade Unions
- Business and Professionals Alliance for Hong Kong
- New People’s Party
- Liberal Party

Pro-Demokratie-Lager:
- Democratic Party
- Neo Democrats
- Hong Kong Association for Democracy and People’s Livelihood
- Civic Party